# Beauté criminelle
Pour plus de détails, voir Fiche technique et Distribution.
Beauté criminelle (Crowned and Dangerous) est un téléfilm américain de Christopher Leitch diffusé en 1997.

## Synopsis
Danielle Stevens (Yasmine Bleeth) rêve de gloire et de paillette en se présentant à un concours de beauté. Elle finit par perdre la première place pour celle de dauphine au profit de la belle Shauna Langley (Cassidy Rae). Déçue mais résignée à vivre sa vie, elle voit sa routine changée lorsque la gagnante du concours a un accident et qu’elle doit ainsi la remplacer comme le veut la règle.
Rapidement sa vie change, elle obtient la célébrité, l'argent, elle entame même une relation avec l'ex-amour de la gagnante Shauna, Riley Baxter (George Eads) qui lui-même travaille pour le concours de beauté. Danielle se retrouve à vivre une vie parfaite comme dans ses rêves.
Aussi sous la houlette de sa mère Cathy Stevens (Jill Clayburgh) elle tente ainsi de consolider son rêve et rechigne à rendre la couronne, alors que la gagnante initiale doit reprendre sa place celle-ci se voit assassiner. Les soupçons se portent rapidement sur Danielle, sa mère ou encore Riley…

## Fiche technique
Sauf indication contraire, les informations mentionnées dans cette section peuvent être confirmées par la base de données cinématographiques IMDb,  présente dans la section « Liens externes ».
- Titre : Beauté criminelle
- Titre original : Crowned and Dangerous
- Réalisation : Christopher Leitch
- Scénario : Alan Hines, Carey W. Hayes et Chad Hayes
- Photographie : Robert Primes
- Montage : John Duffy
- Musique : Jeff Eden Fair et Starr Parodi
- Production: Tony Danza et Diana Kerew
- Diffuseur original : ABC
- Date de première diffusion : 21 septembre 1997
- Genre : Drame, Thriller.
- Durée : 96 minutes

## Distribution
- Yasmine Bleeth : Danielle Stevens
- Jill Clayburgh : Cathy Stevens
- Cassidy Rae (en) : Shauna Langley
- George Eads Riley Baxter
- Gates McFadden : Patrice Baxter
- Troy Evans : Deputy Wallace
- Lily Knight : Deputy Meyers
- Oliver Muirhead (en) : Bryan Donahue
- Mathea Webb : Carla